# اینک انسان (فیلم)
اینک انسان (فیلم) فیلمی به کارگردانی  و نویسندگی جواد موسوی ساختهٔ سال ۱۳۸۲ است.

## بازیگران
- آرین ریس‌باف
- هانیه بساتینی
- آرمین سارنج
- کاوه داودوندی
- یاشار موسوی
- آرش جعفربگلو
- علی دانشی
- نیوشا بوذری